# وال براج
وال براج (به لاتین: Vaal Barrage) یک سد در آفریقای جنوبی است که در Border Gauteng & Free State (South African province) واقع شده‌است.